# Бердянка (Курська область)
Бердянка (рос. Бердянка) — присілок в Тимському районі Курської області Російської Федерації.
Населення становить 75 осіб. Входить до складу муніципального утворення Успенська сільрада.

## Історія
Населений пункт розташований на території українського етнічного та культурного краю Східна Слобожанщина.
Від 2004 року входить до складу муніципального утворення Успенська сільрада.

## Населення
| 2002 | 2010 |
| ---- | ---- |
| 117  | ↘75  |